# Мотревич, Владимир Павлович
Влади́мир Па́влович Мотре́вич (род. 14 октября 1952, Полоцк, Полоцкая область, БССР) — советский и российский историк, доктор исторических наук, профессор Уральского федерального и юридического университетов. Специалист по истории России XX века. Автор 30 учебников и учебных пособий для средней и высшей школы и более чем 500 научных работ (в том числе 10 монографий). [[Индекс Хирша] — 17.

## Биография

### Ранние и студенческие годы
Владимир Павлович Мотревич родился 14 октября 1952 г. в Белоруссии. Отец — Мотревич Павел Феодосьевич, офицер Советской армии, в годы Великой Отечественной войны — командир орудия 89 отдельного истребительно-противотанкового дивизиона. Мать — Антонина Михайловна, техник-технолог, более 50 лет проработала на предприятиях пищевой промышленности. В 1950-е — 1960-е гг. семья неоднократно меняла места жительства в военных гарнизонах и проживала в Белоруссии, ГДР, на Украине, а в 1965—1970 гг. — снова в ГДР. В итоге Владимир, сменив семь школ, окончил в 1970 г. среднюю школу № 7 ГСВГ в г. Бранденбурге. В 1970 г. приехал в г. Свердловск и поступил на исторический факультет УрГУ. Все годы обучения в университете специализировался по кафедре истории Древнего мира и Средних веков, которой в то время руководил профессор М. Я. Сюзюмов. Музейную и преддипломную практики проходил в музеях и библиотеках г. Ленинграда. После этого на основе собранных материалов и сделанных переводов античных авторов был выполнен и успешно защищен дипломный проект на тему «Социальные движения в Западных провинциях Поздней Римской империи» (научный руководитель — доцент Н. Н. Белова, рецензент — профессор Н. А. Бортник. Во время летних каникул работал в Крымской археологической экспедиции (Херсонес, Мангуп, Бакла).

### Учитель средней школы (1975—1979 гг.)
После окончания Уральского госуниверситета по распределению был направлен работать в среднюю школу № 145 Кировского района г. Свердловска, где в 1975—1979 годах преподавал историю, обществоведение и основы права. За годы работы в школе произвёл четыре выпуска десятых классов, был пропагандистом школы, за умелую постановку учебно-воспитательного процесса неоднократно награждался почетными грамотами. Работая школьным учителем, в 1977 году стал соискателем в Уральском государственном университете и сдал кандидатские экзамены.

### Аспирантура и работа в АН СССР
В 1979 году поступил в аспирантуру по кафедре истории советского общества (заведующий кафедрой — доцент В. А. Саматов) по специальности 07.00.02. — «История СССР». Его научным руководителем был профессор, заслуженный деятель науки РСФСР И. Ф. Плотников. В его диссертационной работе была исследована производственная деятельность уральского крестьянства, его материально-бытовое положение в условиях Великой Отечественной войны. Полученные им научные результаты свидетельствовали о том, что сложившаяся в аграрном секторе народного хозяйства административно-командная система использовалась в целях внеэкономического и экономического давления на крестьянство, перекачивания материальных и людских ресурсов из деревни в город. Колхозы фактически были превращены в государственные предприятия с принудительным низкооплачиваемым трудом. В целом на материалах Урала автору удалось показать цену, которую заплатили крестьяне за Победу в Великой Отечественной войне.
Во время обучения в аспирантуре был приглашен на работу в Отдел истории Института экономики УНЦ АН СССР, которым с момента создания и до образования на его основе Института истории и археологии УрО РАН руководил профессор, заслуженный деятель науки РСФСР А. В. Бакунин. Работая в секторе истории народного хозяйства, а затем в секторе истории крестьянства и сельского хозяйства младшим, старшим научным сотрудником, а затем и заведующим сектором, участвовал в формировании и редактировании тематических сборников научных трудов, препринтов и коллективных монографий, проведении научных конференций. В качестве ученого секретаря оргкомитета готовил и осуществил проведение ряда научных конференций, в том числе последнюю ХХIII сессию Всесоюзного аграрного симпозиума (Свердловск, сентябрь 1991 г.). В 1983 году защитил диссертацию на соискание учёной степени кандидата исторических наук в Пермском государственном университете на тему «Трудовой подвиг колхозного крестьянства Урала в период Великой Отечественной войны». В 1991 году ему было присвоено учёное звание «старший научный сотрудник» по специальности «История СССР».
Одновременно с работой в системе Академии наук преподавал различные дисциплины в вузах г. Свердловска. В 1984—1987 годах читал курс «История народного хозяйства» в Свердловском институте народного хозяйства, где был избран доцентом кафедры истории советского права и экономической истории. В 1988—1991 годах вел спецкурсы «Материально-бытовое положение населения Урала» и «Исторический опыт аграрного освоения Урала» для студентов исторического факультета УрГУ, специализирующихся по кафедре истории советского общества.

### Преподаватель в Уральском государственном университете (1991—2002 гг.)
В 1991 г. поступил в докторантуру Уральского государственного университета, где в 1993 г. по совокупности трудов защитил докторскую диссертацию, посвященную развитию сельского хозяйства на Урале в военные и первые послевоенные годы. В результате его исследованиям в научный оборот впервые был введен крупный массив сельскохозяйственной статистики. Полученные в результате обработки сводных годовых отчетов колхозов, совхозов, МТС, подсобных хозяйств предприятий, бюджетов колхозников материалы позволили охарактеризовать направления и результаты развития сельского хозяйства на Урале в 1940-е гг., исследовать социально-демографические процессы в деревне в те годы. После защиты докторской диссертации В. П. Мотревич остался работать в УрГУ и углубленно заниматься исторической демографией. В последующие годы он разработал учебный курс «Историческая демография» и Уральский госуниверситет стал одним из первых вузов РФ, в которых преподавался данный предмет. Для студентов исторического факультета им был разработан курс «История экономики», а также различные спецкурсы (уровень жизни населения, политические репрессии, историческая география и др.). В 1996 г. ему было присвоено ученое звание «профессор по кафедре этнологии и специальных исторических дисциплин». Во время летних отпусков на протяжении 7 полевых сезонов работал в составе Крымской археологической экспедиции в г. Севастополе (Херсонесский заповедник). Помимо преподавательской работы в Уральском государственном университете, в 1992—2005 гг. преподавал курс «Экономическая история» на коммерческом факультете частного Гуманитарного университета. В 1996 г. получил грант для чтения аспирантам курса «Историческая демография» в Летней школе на Украине, в 1998 г. в рамках участия в реализации международной образовательной программы TEMPUS прошел стажировку в Университете г. Аугсбурга (ФРГ). В 1997 г. его исследовательский проект «Миграция еврейского населения на Урал в период тоталитаризма» стал победителем Всероссийского конкурса грантов по фундаментальным исследованиям в области гуманитарных наук.

### Профессор в Уральском государственном юридическом университете (с 2003 г.)
В 2003 г. перешел на работу в Уральский государственный юридический университет им. В. Ф. Яковлева, где в качестве профессора кафедры Истории государства и права ведет курсы «История России» и «Истории государства и права России». В Уральском федеральном университете он, по-прежнему, читает курс исторической демографии. В 2004—2012 гг. одновременно преподавал на юридическом факультете Озерского филиала Южно-Уральского государственного университета. В 2006—2016 гг. также, по совместительству, работал заведующим кафедрой истории Уральского государственного аграрного университета. Неоднократно повышал квалификацию в ИПК при УрГУ, где одновременно вел курс исторической демографии. Проходил стажировки в Институте истории СССР АН СССР, Московской государственном юридическом университете, Ставропольском государственном университете и др. В 2012 г. окончил Уральский институт экономики, управления и права по специальности «юриспруденция», магистр права. Участвовал в работе комиссий Федеральной службы по надзору в сфере образования и науки. В Уральском государственном юридическом университете по опросам студентов неоднократно признавался лучшим преподавателем Института прокуратуры и Института юстиции. В. П. Мотревич — кандидат исторических наук (1983 г.), старший научный сотрудник (1991 г.), доктор исторических наук (1993 г.), профессор (1996 г.), Почетный работник высшего профессионального образования РФ (2008 г.), магистр юриспруденции (2012 г.).
Научная деятельность
Научные исследования В. П. Мотревича шли по двум направлениям: аграрная история Урала в XX в. и историческая демография. В рамках первого направления он исследовал состояние состояние сельского хозяйства Урала в 1940—1950-е гг., по итогом которого был издан ряд крупных монографий обобщающего характера. Итогом 40-летних исследований В. П. Мотревича в области аграрной истории стала изданная в 2021 г. книга о сельском хозяйстве Урала в годы Великой Отечественной войны (57 п. л.). В рамках второго направления он обработал и опубликовал в 2002 г. материалы Всесоюзной переписи населения СССР 1939 года по Уральскому региону (43 п. л.). Он также впервые ввел в научной оборот материалы Всесоюзной переписи населения СССР 1937 года о нахождении в стране иностранных граждан. Ценным направлением научных исследований стало изучение пребывания на Урале иностранных военнопленных и интернированных, он является основоположником изучения военного плена на Урале в XX в. В. П. Мотревич стал одним из первых историков, кто выявил и обработал материалы московского «Особого архива» о пребывании на территории СССР иностранных военнопленных времен Второй мировой войны. Кроме того, В. П. Мотревич изучал деятельность советских спецслужб на Урале в годы Великой Отечественной войны. На базе впервые вводимых в научный оборот материалов Архива Управления ФСБ по Свердловской области он исследовал конфессиональный состав уральского населения, деятельность органов государственной безопасности по выявлению на Среднем Урале немецких пособников, показал борьбу органов с диверсантами и распространителями антисоветских листовок. Он автор работ по истории Азербайджана, Грузии, Казахстана, Киргизии, Таджикистана и Украины. Постоянно участвует в подготовке кандидатов и докторов исторических наук. Участие происходит в разных формах: научный руководитель, оппонент на защитах по историческим и юридическим специальностям, член диссертационных советов, входил в диссоветы по историческим и экономическим наукам в Уральском государственном (а затем федеральном) университете (1994—2018 гг.) и Уральском государственном аграрном университете (2011—2016 гг.). Подготовил 10 кандидатов и одного доктора исторических наук. По состоянию на 2024 г. В. П. Мотревич принял участие в работе свыше 300 научных конференций (в том числе многих международных и проходивших за пределами России). Кроме того, В. П. Мотревич член редакционных коллегий ряда научных журналов в том числе «Российского юридического журнала» и электронного приложения к нему, журналов «История и современное мировоззрение» и «Сибирь гуманитарная» и др. Он научный (ответственным) редактор многих монографий, справочников и сборников научных трудов. Результаты его исследований опубликованы в ряде зарубежных изданий, в том числе в Австрии, Азербайджане, Великобритании, Венгрии, Германии, Греции, Израиле, Казахстане, Киргизии, Таджикистане, Украине, Эстонии и др.. В. П. Мотревич — автор и соавтор 30 учебников, учебных пособий и хрестоматий для высшей и средней школ, многие из них имеют гриф Министерства образования Российской Федерации. Среди этих изданий — учебники по курсам «Отечественная история», «История российской экономики», «История отечественного государства и права». «Аграрная история России», «История Урала», «Демография», «Историческая демография». Вышедший в 2012 г. в издательстве «Юрайт» учебник по курсу «История государства и права России» к настоящему времени выдержал 7 изданий.

## Общественная и экспертная деятельность

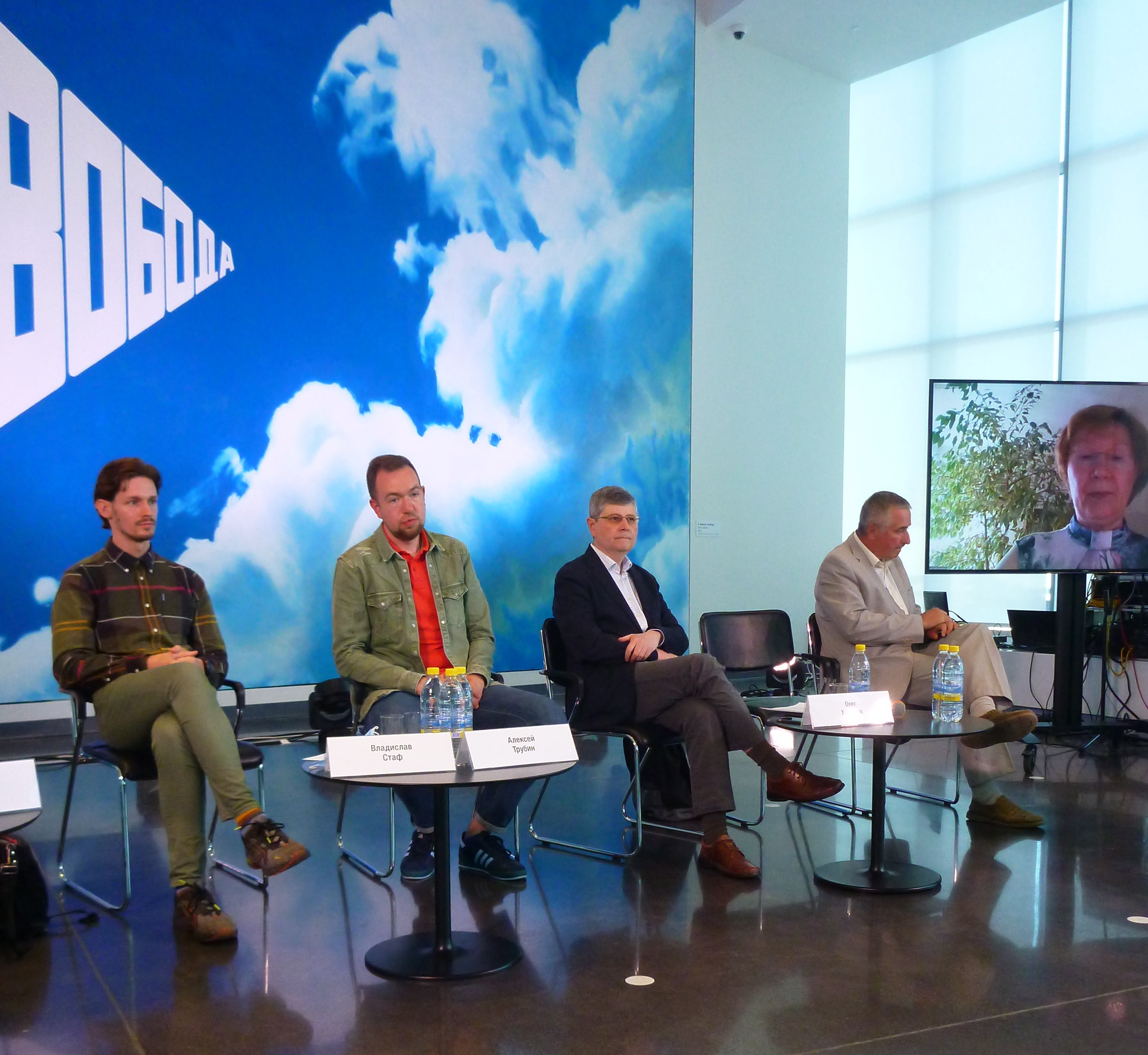
Владимир Мотревич (крайний справа) на «круглом столе» по роли ГУЛАГа в годы Великой Отечественной войны, Ельцин-центр, 2021 год

Общественной работой В. П. Мотревич занимался ещё в студенческие годы — как член профсоюза и комсомола. Он был членом студенческих комитетов в студенческих общежитиях, членом студенческого профсоюзного бюро исторического факультета, ежегодно в составе студенческих отрядов выезжал на уборку урожая в подшефный совхоз в Красноуфимском районе. Все годы работы в средней школе был секретарем комсомольской организации учителей, во время обучения в аспирантуре являлся секретарем комсомольской организации преподавателей исторического факультета. В 1990-е гг. много времени уделял взаимодействию с различными российскими и иностранными организациями, занимающимися изучением захоронений иностранных военнопленных, а также вопросами увековечения памяти жертв политических репрессий. На основе выявленных рассекреченных документов он опубликовал в периодической печати ряд статей о нахождении на Среднем Урале различных категорий спецконтингента. После этого в г. Екатеринбурге была создана Рабочая группа Правительства Свердловской области по выявлению мест захоронений репрессированных советских граждан и иностранных военнопленных. После этого 5 августа 1991 г. (то есть еще до создания в Москве Ассоциации «Военные мемориалы») было принято решение Свердловского облисполкома № 397 «Об организации работ по выявлению документальных материалов и мест захоронений советских и иностранных граждан, репрессированных в 1930—1950-е годы и военнопленных Второй мировой войны». На сновании данного решения в 1991—1993 гг. В. П. Мотревич занимался реализацией «Соглашения о культурном сотрудничестве между Эстонской Республикой и Свердловской областью». В рамках этого соглашения он выявлял архивные материалы и составлял списки погибших на Среднем Урале граждан довоенной Эстонии, в том числе многих её государственных деятелей.
В дальнейшем на протяжении 1990-х гг. в Свердловской области была сформирована и нормативно-правовая база, которая позволила приступить к поиску и благоустройству иностранных военных захоронений. В 1992 г., то есть еще до начала осуществления в России массовых эксгумационных работ, В. П. Мотревич сделал вывод о том, что существующая документальная база позволяет определять нужные могилы и идентифицировать личности захороненных в том случае, если на месте захоронения не велось строительство, не проводились лесоустроительные и сельскохозяйственные работы. В 1993—1999 гг. будучи профессором УрГУ, он одновременно являлся представителем Ассоциации международного военно-мемориального сотрудничества «Военные мемориалы» Министерства обороны Российской Федерации в Уральском регионе. За эти годы на основании выявленных архивных материалов во время проведения поисковых работ он выявил на территории Кировской, Курганской, Нижегородской, Новосибирской, Оренбургской, Пермской, Свердловской, Тюменской, Челябинской областей, Башкирии и Удмуртии около 200 ранее неизвестных иностранных воинских кладбищ периода Второй мировой войны. В дальнейшем он осуществлял оформление землеотводов под выявленные захоронения, проводил необходимые согласования с местными органами власти и руководил благоустроительными работами на 57 выявленных иностранных воинских кладбищах. Он также неоднократно возглавлял экспедиции и лично осуществлял эксгумации останков иностранных военнопленных Второй мировой войны. В частности, в 1995—1996 гг. В. П. Мотревич проводил эксгумационные работы на иностранных воинских кладбищах в городах Свердловской области Нижнем Тагиле и Первоуральске. В 1997 г. он руководил работами по перезахоронению останков японских военнопленных в Медногорске Оренбургской области, в 1998—1999 гг. осуществлял перезахоронение останков венгерских военнопленных в Новолялинском районе Свердловской области. Начиная с 2000 г. во исполнение международных соглашений России с Венгрией, Германией, Италией, Румынией, Финляндией и Японией обеспечивает уход за благоустроенными иностранными воинскими захоронениями и памятными знаками (венгерскими, немецкими, итальянскими, румынскими, финскими, японскими) в Башкирии, Курганской, Свердловской и Челябинской областях. На территории Кировской, Оренбургской, Свердловской и Тюменской областей он также выявил ряд сохранившихся захоронений военнопленных Первой мировой войны.
С 2010 г. является членом Свердловской областной комиссии по восстановлению прав реабилитированных жертв политических репрессий. Также был членом рабочей группы Правительства Свердловской области по выявлению мест захоронений репрессированных советских граждан и военнопленных Второй мировой войны, участвовал в подготовке ряда нормативных документов по выявлению мест их захоронений — в Свердловской области и в других субъектах Российской Федерации. С 2021 г. в Государственном архиве административных органов Свердловской области хранится крупный массив документов об иностранных воинских захоронениях, переданных В. П. Мотревичем (ГААОСО. Ф.Р. 210. Оп.1,2).
Монографии
- Баранова Л. Я., Верзилов С. М., Мотревич В. П. и др. Идеям партии верны. Свердловская областная партийная организация КПСС. Хроника. Т. 2. — Свердловск: Средне-Уральское книжное издательство, 1983. — 215 с.
- Корнилов Г. Е., Мотревич В. П. Колхозное производство на Урале в период Великой Отечественной войны. — Свердловск: УНЦ АН СССР, 1985. — 50 с.
- Мотревич В. П. Развитие сельского хозяйства Урала в первые послевоенные годы (1946-1950). — Свердловск: УрО АН СССР, 1989. — 52 с.
- Бакунин А. В., Буранов Ю. А., Мотревич В. П. и др. История народного хозяйства Урала (1946-1985 гг.). Ч. 2. — Свердловск: УрГУ, 1990. — 256 с.
- Мотревич В. П. Колхозы Урала в годы Великой Отечественной войны. — Свердловск: УрГУ, 1990. — 195 с.
- Мотревич В. П. Валовая продукция сельского хозяйства Урала в 1941-1960 гг.. — Свердловск: Институт Институт истории и археологии УрО АН СССР, 1991. — 72 с.
- Мотревич В. П. Сельское хозяйство Урала в показателях статистики (1941-1950 гг.). — Екатеринбург: Наука: Уральское отделение, 1993. — 307 с.
- Кондрашова М. И., Мотревич В. П., Смыкалин А. С. История и современность. 75 лет Уральской государственной юридической академии. — Екатеринбург: УрГЮА, 2006. — 463 с.
- Мотревич В. П. Военнопленные Второй мировой войны на Урале. — Екатеринбург: АПНБ, 2008. — 60 с.
- Мотревич В. П. Вопросы социально-экономической истории Урала: монография. — Екатеринбург: УрГСХА, 2008. — 490 с.
- Воронин Б. А., Донник И. М., Мотревич В. П. и др. Героический подвиг советского народа в Великой Отечественной войне 1941-1945 гг. и развитие России в XXI в. К 70-летию Победы. — Екатеринбург: УрГАУ, 2015. — 328 с.
- Камынин В.Д., Личман Б. В., Мотревич В. П. и др. Запарий Владимир Васильевич. Библиографический справочник. — Екатеринбург: УрФУ, 2017. — 150 с.
- Мотревич В. П. Вклад в Победу: сельское хозяйство Урала в годы Великой Отечественной войны. — Екатеринбург: Альфа Принт, 2021. — 700 с.
- Запарий В. В., Камынин В. Д., Мартюшов Л. Н., Мотревич В. П., Нефедов С. А., Сперанский А. В., Шапошников Г. Н. и др. Личман Борис Васильевич (1946-2020). Биобиблиографический справочник. — Екатеринбург: Копирус, 2022. — 56 с.

Статьи
- Мотревич В. П. Шпионы явились с повинной // Родина. — 2001. — № 11. — С. 86—87.
- Мотревич В. П., Проценок Т. В. По своей и царской воле. Еврейская община на Урале // Родина. — 2002. — № 4—5. — С. 122—123.
- Мотревич В. П. Кладбища военнопленных Второй мировой войны в России (состояние источниковой базы) // Fылыми хабаршысы. Костанай элеметтiк-техникалык унисверситетi. — 2007. — № 4. — С. 166—171.
- Мотревич В. П., Смыкалин А. С. Роль церковного права в современной правовой системе общества // Украiнсько-грецький мiждународний юридичний журнал. — 2008. — № 1. — С. 8—14.
- Мотревич В. П. Проведение заготовок сельскохозяйственной продукции в колхозах на Урале в годы Великой Отечественной войны // Российский юридический журнал. — 2009. — № 6. — С. 198—210.
- Мотревич В. П. Свердловская история. Правительство Эстонской Республики на Урале // Ретроспектива. Историко-архивный журнал. — 2009. — № 4. — С. 30—31.
- Мотревич В. П. Иностранные воинские захоронения Второй мировой войны на территории Свердловской области // Вестник УрО РАН. — 2010. — № 3 (33). — С. 129—143.
- Мотревич В. П. Вклад сельского хозяйства республик Союза ССР и регионов России в Победу в Великой Отечественной войне // Известия Уральского государственного университета. — 2011. — № 1 (8). — С. 98—102.
- Мотревич В. П. Развитие сельского хозяйства на Урале: ретроспективный анализ // Аграрный вестник Урала. — 2012. — № 1 (93). — С. 42—45.
- Мотревич В. П. Эволюция зернового производства в Уральском регионе // Аграрный вестник Урала. — 2012. — № 2 (94). — С. 27—29.
- Мотревич В. П. Сельское хозяйство на Урале в годы Великой Отечественной войны // Аграрный вестник Урала. — 2012. — № 3 (95). — С. 33—36.
- Мотревич В. П. Восстановление сельского хозяйства на Урале в первые послевоенные годы // Аграрный вестник Урала. — 2012. — № 4 (96). — С. 23—26.
- Мотревич В. П. Плановое сельскохозяйственное переселение на Урал в 1920-1950-е гг. // Аграрный вестник Урала. — 2012. — № 9 (100). — С. 32—34.
- Мотревич В. П. Иностранные граждане на территории Украины накануне Второй мировой войны // Гранi. Науково-теоретичний альманах. — 2012. — № 10 (90). — С. 16—17.
- Мотревич В. П. Обязательные поставки государству как форма изъятия сельскохозяйственной продукции в условиях тоталитарного режима // Аграрный вестник Урала. — 2012. — № 10 (105). — С. 35—38.
- Мотревич В. П. Национальный состав сельского населения Урала накануне Второй мировой войны // Аграрный вестник Урала. — 2012. — № 11 (106). — С. 31—32.
- Мотревич В. П. Сельскохозяйственные рабочие на Урале в 1940-1950-е гг. // Аграрный вестник Урала. — 2013. — № 1 (107). — С. 45—47.
- Мотревич В. П. Валовая продукция сельского хозяйства СССР в годы Великой Отечественной войны // Аграрный вестник Урала. — 2013. — № 2 (108). — С. 31—33.
- Мотревич В. П. Советский трудодень – зарплата «крепостных» колхозников в условиях тоталитарного государства // Аграрный вестник Урала. — 2013. — № 3 (109). — С. 37—43.
- Мотревич В. П. Машинно-тракторные станции на Урале в годы Великой Отечественной войны // Аграрный вестник Урала. — 2013. — № 4 (110). — С. 36—43.
- Мотревич В. П. Электрификация сельского хозяйства Урала в 1940-1950-е гг. // Аграрный вестник Урала. — 2013. — № 5 (111). — С. 34—35.
- Мотревич В. П. Основные фонды колхозов в условиях Великой Отечественной войны // Аграрный вестник Урала. — 2013. — № 7 (113). — С. 37—38.
- Мотревич В. П. «Новый курс» в сельском хозяйстве СССР (к 60-летию аграрной реформы 1953 г.) // Аграрный вестник Урала. — 2013. — № 8 (114). — С. 36—38.
- Мотревич В. П. Антисоветские листовки на территории Свердловской области в период Великой Отечественной войны (1941-1945 гг.) // Аграрный вестник Урала. — 2013. — № 9 (115). — С. 54—60.
- Мотревич В. П. Развитие животноводства на Урале в 1940-е гг. // Аграрный вестник Урала. — 2013. — № 10 (115). — С. 35—38.
- Мотревич В. П. Уральская область РСФСР (к 90-летию образования) // Аграрный вестник Урала. — 2013. — № 11 (116). — С. 45—49.
- Мотревич В. П. Массовые колхозные кадры в Уральском регионе накануне Великой Отечественной войны // Аграрный вестник Урала. — 2013. — № 12 (117). — С. 51—53.
- Мотревич В. П. К вопросу об особенностях возникновения мануфактурной промышленности в России // Бизнес. Менеджмент. Право. — 2013. — № 1 (27). — С. 101—103.
- Мотревич В. П. Руководящие колхозные кадры на Урале в годы Великой Отечественной войны // Аграрный вестник Урала. — 2014. — № 1 (119). — С. 66—69.
- Мотревич В. П. Целинная эпопея на Урале (К 60-летию начала массового освоения целинных и залежных земель в СССР) // Аграрный вестник Урала. — 2014. — № 2 (120). — С. 52—55.
- Мотревич В. П., Никилев А. Ф. Агрозоотехнические курсы в условиях политики крутого подъема сельского хозяйства: о позиции руководства и отношении крестьянства (середина 1950-х – середина 1960-х гг.) // Аграрный вестник Урала. — 2014. — № 3 (121). — С. 48—51.
- Мотревич В. П., Никилев А. Ф. Хрущевские аграрные реформы и участие в них вооруженных сил СССР: к вопросу об эффективности кампании // Аграрный вестник Урала. — 2014. — № 4 (122). — С. 60—61.
- Мотревич В. П., Никилев А. Ф. Уральские механизаторы в годы Великой Отечественной войны: численность и состав // Аграрный вестник Урала. — 2014. — № 5 (123). — С. 59—61.
- Мотревич В. П., Никилев А. Ф. Уральские механизаторы в годы Великой Отечественной войны: материальные и правовые стимулы к труду // Аграрный вестник Урала. — 2014. — № 6 (124). — С. 55—58.
- Мотревич В. П. Организация труда в колхозах на Урале в 1930-е гг. // Аграрный вестник Урала. — 2014. — № 7 (125). — С. 63—65.
- Мотревич В. П. Организация труда и управления в колхозах на Урале в годы Великой Отечественной войны // Аграрный вестник Урала. — 2014. — № 8 (126). — С. 42—45.
- Мотревич В. П. Повышение обязательного минимума трудодней в СССР и его реализация на Урале // Аграрный вестник Урала. — 2014. — № 9 (127). — С. 51—55.
- Мотревич В. П. Массовые колхозные кадры в годы Великой Отечественной войны // Аграрный вестник Урала. — 2014. — № 10 (128). — С. 55—58.
- Мотревич В. П. Кладбищенская документация как источник по истории нахождения иностранных военнопленных на Урале в 1942-1955 гг. // Историческая демография. — 2014. — № 1 (13). — С. 74—77.
- Мотревич В. П. Валовая продукция сельского хозяйства на Урале в годы Великой Отечественной войны // Аграрный вестник Урала. — 2015. — № 1 (131). — С. 76—79.
- Мотревич В. П. Валовая продукция сельского хозяйства на Урале в послевоенные годы // Аграрный вестник Урала. — 2015. — № 2 (132). — С. 36—40.
- Мотревич В. П. Культурно-массовая работа в совхозах на Урале в первые послевоенные годы // Аграрный вестник Урала. — 2015. — № 3 (133). — С. 26—28.
- Мотревич В. П. Организация захоронения умерших военнопленных Великой Отечественной войны в СССР и современное состояние иностранных воинских кладбищ в Уральском регионе // Вестник истории литературы и искусства. — 2015. — Т. 10. — С. 117—137.
- Мотревич В. П. Вклад сельского хозяйства Казахстана в Победу в Великой Отечественной войне // Проблемы права и экономики. международный научный журнал. — 2015. — Вып. 7, № 4. — С. 45—50.
- Мотревич В. П. Доходы крестьян на Урале в годы Великой Отечественной войны // Аграрный вестник Урала. — 2016. — № 3. — С. 49—55.
- Мотревич В. П. Жизнь в катастрофе: питание сельчан на Урале в годы Великой Отечественной войны // Аграрный вестник Урала. — 2016. — № 4. — С. 60—65.
- Мотревич В. П. Жизнь в уральской деревне в годы Великой Отечественной войны: скрытое недовольство и борьба за выживание // Аграрный вестник Урала. — 2016. — № 5. — С. 83—87.
- Мотревич В. П. Лагеря ГУПВИ НКВД (МВД) СССР в Челябинской области в 1942-1950 гг. (численность и дислокация) // Genesis: исторические исследования. — 2016. — № 6. — С. 162—169.
- Мотревич В. П. Учреждения для иностранных военнопленных в Днепропетровской области в 1944-1951 гг.: численность и дислокация // Гранi. — 2016. — Т. 19, № 12 (140). — С. 88—92.
- Мотревич В.П. Учреждения для военнопленных и интернированных в Чкаловской области в 1943-1949 гг. (численность и дислокация) // Вестник Оренбургского государственного педагогического университета. — 2017. — № 1 (21). — С. 139—146.
- Мотревич В. П. К вопросу о роли индивидуального хозяйства в доходах колхозников Свердловской области в 1940–1950-е гг. (по данным обследования семейных бюджетов) // Genesis: исторические исследования. — 2017. — № 9. — С. 63—74.
- Мотревич В. П. Военнопленные (лагеря ГУПВИ и УЛЛИ НКВД СССР на территории Свердловской области: численность и дислокация) // Вестник истории, литературы, искусства. — 2017. — Т. 12. — С. 383—395.
- Мотревич В. П. Хлеб Оренбуржья: динамика зернового производства в Чкаловской области в послевоенные годы // Вестник Оренбургского государственного педагогического университета. Электронный научный журнал. — 2018. — № 3 (27). — С. 130—141.
- Мотревич В. П. Учреждения для военнопленных и интернированных в Удмуртской АССР в 1942-1949 гг.: численность, дислокация, смертность контингента // Вестник Оренбургского государственного педагогического университета. Электронный научный журнал. — 2018. — № 4 (28). — С. 192—204.
- Мотревич В. П. Учреждения для иностранных военнопленных и интернированных граждан в Азербайджанской ССР в 1944-1950 гг. (численность, дислокация, смертность контингента) // Strateji Təhlil (Стратегический анализ). — 2018. — № 3—4 (25-26). — С. 249—260.
- Мотревич В. П. Аграрная политика Н. С. Хрущева: основные направления и результаты // Аграрное образование и наука. — 2019. — № 1. — С. 1—11.
- Мотревич В. П., Смыкалин А. С. О выходе совместного сборника научных статей ученых России и Венгрии // История государства и права. — 2019. — № 6. — С. 78—80.
- Мотревич В. П. Учреждения для иностранных военнопленных и интернированных в Грузинской ССР в 1942-1950 годах: численность и дислокация // Вестник Северного (Арктического) федерального университета. Серия Гуманитарные и социальные науки.. — 2019. — № 4. — С. 26—33.
- Мотревич В. П. Совхозное производство в Восточной Сибири в годы Великой Отечественной войны (по данным сводных годовых отчетов) // Историко-экономические исследования. — 2020. — Т. 21, № 1. — С. 117—143.
- Мотревич В. П. Совхозы Архангельской области в годы Великой Отечественной войны (по данным сводных годовых отчетов) // Вестник Северного (Арктического) федерального университета. Серия: Гуманитарные и социальные науки. — 2020. — № 5. — С. 26—36.
- Мотревич В. П. Политэмигранты из Германии в Свердловской области (по материалам архивно-следственных дел) // Ежегодник международной ассоциации исследователей истории и культуры российских немцев. — 2020. — № 2 (8). — С. 148—156.
- Мотревич В. П., Исупов Ш. В. Сањми хољагии ќишлоќи ЉШС Тољикистон дар ѓалабаи Љанги Бузурги ватанї // Вестник Таджикского национального университета. — 2020. — № 9. — С. 138—140.
- Мотревич В. П. Вклад сельского хозяйства Киргизской ССР в Победу в Великой Отечественной войне // Вестник Кыргызского государственного университета им. И. Арабаева. — 2020. — № 4. — С. 121—124.
- Мотревич В. П. Иностранные военнопленные и интернированные Второй мировой войны в Азербайджанской ССР в 1944-1950 гг.: численность, дислокация, смертность контингента // Historia proviciae – журнал региональной истории. — 2020. — Т. 4, № 2. — С. 611—630.
- Мотревич В. П. Расширение посевных площадей и изменение структуры посевов в начальный период Великой Отечественной войны (по материалам постановлений СНК СССР) // История и современное мировоззрение. — 2022. — Вып. 1. — С. 67—72.
- Мотревич В. П. Государственный комитет обороны и сельское хозяйство СССР в годы Великой Отечественной войны (по материалам рассекреченных постановлений ГКО) // Российский юридический журнал. — 2022. — № 2 (143). — С. 159—171.

Статьи в иностранных научных сборниках и периодических изданиях
- Motrewitch W. Die Gefangenfchaft // Osterreichisches schwarzes Kreuz. — 1993. — № 1. — С. 14–15.
- Motrewitch V. Foreign Citizens of Origin in the USSR according to the 1937 Census // Jews in Eastern Europe. The Hebrew University of Jerusalem. — 1997. — № 1 (37). — С. 27–33.
- Motrewitch V. Gedenkstatte in Slobodskoj renoviert // Schwarzes Kreuz Kriegsgraberfursorge. — 2007. — № 1. — С. 30.
- Motrevich V., Smykalin A. Canon Law in the Modern Legal System of Society. — London: Wildy, Simmonds & Hill Publishing, 2011. — С. 318–325.
- Motrevich V. Developmentof of the Grain industry in the Ural region UN 1940 s – beginning if 1960 s // Multifunctionality and Regional Development Szent István University, Gödöllő, 3–5 October 2013 Conference Proceeding. — 2013. — С. 235–239.
- Мотревич В .П., Смыкалин А. С. World War I Prisoners of War Graves in the Urals: Modern State // Quaestio Rossica. — 2014. — № 1. — С. 157—162.
- Motrevich V. Oster. – Ung. Kriegsgefangene im Ural wahrend des Ersten Weltkrieges // Osterreichisches shwarres Kreuz. — 2015. — № 1 (140). — С. 4—7.
- Motrevich V.P. Grain production in the Kurgan region in the post-war years // International Journal of Advanced Biotechnology and Research (IJABR). — 2019. — Т. 10, № 1. — С. 135—144.
- Motrevich V., Berg L. Bread of South Ural: grain production in Chelyabinsk region in post-war years // Proceedings of the IV International Scientific and Practical Conference Anthropogenic Transformation of Geospace: Nature, Economy, and Society. — 2019. — С. 331—337.
- Motrevich V., Berg L. Grain Farming of Sverdlovsk Region in 1946–1960s // Proceedings of the IV International Scientific and Practical Conference Anthropogenic Transformation of Geospace: Nature, Economy, and Society (ATG 2019). — 2019. — С. 338—343.
- Motrevich V.P., Smykalin A.S. Magyarok Szverdlovszk megyében az 1920–1930-as években // A Gulag–Gupvi Kutatok Nemzetrozi Foruma Karpataljan 2019. Nemzetkozi emlekkonferencia Makkosj nosi, 2019, November 15.. — Budapest, 2020. — С. 193 – 208.
- Motrevich V.P. Magyarok a Szverdlovszki megyeben az 1919-1949-es evekben (leveltari-vizsgalati aktak alapjan) // A GULAG–GUPVI-KUTATOK NEMZETKOZI FORUMA KARPATALJAN. Nemzetkozi emlekkonferencia. Beregszasz, 2021, november 19.. — Budapest, 2022. — С. 285—321.

Учебники и учебные пособия
- Камынин В. Д., Личман Б. В., Мотревич В. П. и др. История Урала. XX век. Кн. 2. Учебник. — Екатеринбург: УГТУ, 1996. — 387 с.
- Личман Б. В., Камынин В. Д., Мотревич В. П. и др. История Урала. XX век: 9 класс. Учебное пособие. — Екатеринбург: СВ-96, 1999. — 126 с.
- Попов Н. Н., Плотников И. Ф., Мотревич В. П. и др. Урал: век двадцатый. Люди. События. Жизнь: Очерки истории. — Екатеринбург: Уральский рабочий, 2000. — 414 с.
- Мотревич В. П. Историческая демография России. Учебное пособие. — Екатеринбург: УрГУ, 2000. — 168 с.
- Мотревич В. П. Экономическая история России. Ч. 1 (с древнейших времен до 1917 г.). Учебное пособие. — Екатеринбург: Гуманитарный университет, 2003. — 280 с.
- Алексашенко И. А., Баранов Н. Н., Мотревич В. П. и др. История Урала с середины XIX в. до нашего времени. Учебное пособие. — Екатеринбург: УрГУ, 2003. — 399 с.
- Алексашенко И. А., Баранов Н. Н., Мотревич В. П. и др. История Урала с древнейших времен до наших дней. Учебник для 10-11 классов. — Екатеринбург: Сократ, 2003. — 495 с.
- Мотревич В. П. Экономическая история России. Учебное пособие. — Екатеринбург: Гуманитарный университет, 2004. — 712 с.
- Личман Б. В., Камынин В. Д., Мотревич В.П. и др. История России для технических вузов. Учебное пособие. — Ростов-на-Дону: Феникс, 2004. — 576 с.
- Личман Б. В., Запарий В. В., Мотревич В. П. и др. История России. Разные конструкции истории – разный смысл жизни. — Екатеринбург: СВ-96, 2005. — 576 с.
- Личман Б. В., Запарий В. В., Мотревич В. П. и др. История России с позиций разных идеологий. Учебное пособие. — Ростов-на-Дону: Феникс, 2007. — 461 с.
- Мотревич В. П. Экономическая история России. Учебное пособие. — Екатеринбург: УрГСХА, 2009. — 542 с.
- Смыкалин А. С., Баженова Т. М., Мотревич В. П. и др. История отечественного государства и права. Хрестоматия. Ч. 3. — Екатеринбург: УрГЮА, 2009. — 303 с.
- Мотревич В. П. Демография. Учебное пособие. — Екатеринбург: УрГСХА, 2009. — 120 с.
- Рубаник В. Е., Смыкалин А. С., Мотревич В.П. и др. История государства и права России. Учебник. — М.: Юрайт, 2012. — 876 с.
- Мотревич В .П. Аграрная история России (IX-XX вв.). Учебное пособие.. — Екатеринбург: УрГСХА, 2012. — 448 с.
- Рубаник В. Е., Смыкалин А. С., Мотревич В. П. и др. История государства и права России. Учебник. Т. 1. — М.: Юрайт, 2014. — 876 с.
- Рубаник В. Е., Смыкалин А. С., Мотревич В. П. и др. История государства и права России. Учебник. Т. 1. — М.: Юрайт, 2014. — 876 с.
- Рубаник В. Е., Смыкалин А. С., Мотревич В. П. и др. История государства и права России. Учебник. Т. 2. — М.: Юрайт, 2015. — 493 с.
- Рубаник В. Е., Смыкалин А. С., Мотревич В. П. и др. История отечественного государства и права России. Учебник. Ч. 1. — М.: Юрайт, 2016. — 276 с.
- Рубаник В. Е., Смыкалин А. С., Мотревич В. П. и др. История отечественного государства и права России. Учебник. Ч. 2. — М.: Юрайт, 2016. — 300 с.
- Рубаник В. Е., Смыкалин А. С., Мотревич В. П. и др. История отечественного государства и права России. Учебник. Ч. 3. — М.: Юрайт, 2016. — 314 с.
- Смыкалин А. С., Мотревич В. П. и др. История отечественного государства и права России. Учебное пособие. — М.: Юрайт, 2017. — 414 с.
- Рубаник В. Е., Смыкалин А. С., Мотревич В. П. и др. История отечественного государства и права России. Учебник. Ч. 1. — М.: Юрайт, 2017. — 275 с.
- Рубаник В. Е., Смыкалин А. С., Мотревич В. П. и др. История отечественного государства и права России. Учебник. Ч. 2. — М.: Юрайт, 2017. — 300 с.
- Рубаник В. Е., Смыкалин А. С., Мотревич В. П. и др. История отечественного государства и права России. Учебник. Ч. 3. — М.: Юрайт, 2017. — 314 с.
- Смыкалин А.С., Мотревич В. П. и др. История государства и права России: 1917-1993 гг. Учебное пособие. — М.: ЮНИТИ-ДАНА, 2018. — 231 с.
- Рубаник В. Е., Смыкалин А. С., Мотревич В. П. и др. История отечественного государства и права России. Учебник. Ч. 1. — М.: Высшее образование, 2020. — 275 с.
- Рубаник В. Е., Смыкалин А. С., Мотревич В. П. и др. История отечественного государства и права России. Учебник. Ч. 2. — М.: Высшее образование, 2020. — 300 с.
- Рубаник В. Е., Смыкалин А. С., Мотревич В. П. и др. История отечественного государства и права России. Учебник. Ч. 3. — М.: Высшее образование, 2020. — 313 с.
- Мотревич В. П. Историческая демография. Учебное пособие. — Екатеринбург: Уральский федеральный университет, 2020. — 264 с.
- Смыкалин А. С., Зипунникова Н. Н., Мотревич В. П. и др. История государства и права России. Хрестоматия. Т. 2. — М.: ИНФРА-М, 2021. — 336 с.
- Смыкалин А. С., Зипунникова Н. Н., Мотревич В. П. и др. История государства и права России. Хрестоматия. Т. 3. — М.: ИНФРА-М, 2021. — 315 с.
- Смыкалин А. С., Зипунникова Н. Н., Мотревич В. П. и др. История государства и права России. Хрестоматия. Т. 3. — М.: ИНФРА-М, 2021. — 315 с.
- Рубаник В. Е., Смыкалин А. С., Мотревич В. П. и др.; под общей редакцией В. Е. Рубаника. История государства и права России в 3 ч. Ч. 1: учебник для вузов. — М.: Юрайт, 2023. — 275 с.
- Рубаник В. Е., Смыкалин А. С., Мотревич В. П. и др.; под общей редакцией В. Е. Рубаника. История государства и права России в 3 ч. Ч. 2: учебник для вузов. — М.: Юрайт, 2023. — 300 с.
- Рубаник В. Е., Смыкалин А. С., Мотревич В. П. и др.; под общей редакцией В. Е. Рубаника. История государства и права России в 3 ч. Ч. 3: учебник для вузов. — М.: Юрайт, 2023. — 313 с.

Словари и энциклопедии
- Славко Т. И., Бакунин А. В., Мотревич В. П. и др. Словник: Уральская историческая энциклопедия. — Екатеринбург: ИИиА УрО РАН, 1992. — 78 с.
- Кондрашова М. И., Мотревич В. П., Смыкалин А. С. Ректоры Свердловского юридического института – Уральской государственной юридической академии (биографические хроники). — Екатеринбург: УрГЮА, 2005. — 52 с.

## Награды
- Действительный член Международной академии наук о природе и обществе (1998);
- Медаль Топелиуса Цакариаса (Министерство культуры Финляндии, 1999 г.)[30];
- Почетный знак РАЕН «За заслуги в развитии науки и экономики» (1999 г.)[31][32];
- Почетная грамота Правительства Свердловской области (2000 г.)[30];
- Почётная грамота Администрации города Североуральска (2000 г.)[30];
- Орден «Большой почетный знак» (Австрийский «Чёрный крест», 2002 г.[30];
- Почётная грамота Губернатора Свердловской области (2002 г.)[30];
- Орден РАЕН «За пользу Отечеству» им. В. Н. Татищева (2003 г.);
- Почётная грамота Министерства образования и науки Российской Федерации (2006 г.)[30];
- Почётная грамота Департамента по делам молодежи Свердловской области (2006 г.)[30];
- Почётный работник высшего профессионального образования Российской Федерации, (2008 г.)[33];
- Золотая медаль Народного союза Германии по уходу за военными захоронениями (2009 г.)[30];
- Почётная грамота Екатеринбургской городской думы (2010 г.)[30];
- Почётная грамота прокурора Свердловской области (2011 г.)[30];
- Почетная медаль «Объединения по увековечению погибших на войне» (2011 г.)[34];
- Звание «Ветеран труда» (2012 г.)[34];
- Золотой крест ордена Заслуг (награжден в 2013 г. Президентом Венгрии)[33];
- Почётная грамота Законодательного собрания Свердловской области (2014 г.)[30];
- Почётные грамоты Уральского государственного юридического университета (2015—2021 гг.)[30];
- Медаль «За безупречный труд и отличие» (Министерство науки и высшего образования РФ, 2024 г.)

## Семья
- Отец — Мотревич Павел Феодосьевич (1924—2004), офицер Советской армии, в годы Великой Отечественной войны — командир орудия 89-го отдельного истребительно-противотанкового дивизиона[22];
- Мать — Мотревич Антонина Михайловна (1929—2006) — техник-технолог, более 40 лет проработала в пищевой промышленности[22];
- Жена — Мотревич Ольга Александровна, директор учреждения в системе социальной защиты населения[33].
- Дочь Евгения, сын Михаил и четыре внука и внучки: Андрей, Александр, Анна и Алиса[33].